# Richhilde
Richhilde ist ein alter deutscher weiblicher Vorname.

## Namensvarianten
Richhild, Richilde

## Herkunft
Der erste Namensteil leitet sich von germanisch „rik-“ (Herrscher, König), althochdeutsch „rihhi“ (Herrschaft, Reich) oder gotisch „reiks“ (Herrscher) ab.
Der zweite Namensteil stammt von althochdeutsch „hilta (hiltja)“ (Kampf).

## Literarische Gestalten
- Richilde in Johann Karl August Musäus – Volksmährchen der Deutschen, Band 1: Die Bücher der Chronika der drei Schwestern, Richilde, Rolands Knappen